# Demetrios II Nikator
Demetrios II (tiếng Hy Lạp: Δημήτριος Β mất 125 TCN), được gọi là Nicator (tiếng Hy Lạp: "Νικάτωρ", nghĩa là "người chiến thắng") là con trai của Demetrios I Soter. Ông đã cai trị đế chế Seleukos 2 thời kì xen giữa là vài năm bị giam giữ tại Parthia.

## Thời kì đày ải
Khi còn là một đứa trẻ, ông đã tới Crete sau cái chết của cha, mẹ và anh trai cả của mình, khi Alexandros Balas lật đổ ngai vàng nhà Seleukos.

## Thời kì cai trị lần I
Khoảng năm 147 TCN, ông trở lại Syria, và với sự trợ giúp của hoàng đế Ai Cập là Ptolemaios VI Philometor, đoạt lại ngai vàng của vua cha. Vua Ai Cập còn bắt con gái của mình Cleopatra Thea ly hôn Balas và gả cô ấy cho Demetrius.
Alexandros đã bỏ chạy đến vương quốc của người Nabatea, những người lo cho mối quan hệ của mình với Ai Cập đã chặt đầu ông ta.
Tuy nhiên, Demetrios không phải là một vị vua được lòng dân. Những người dân của Syria đã có ít tôn trọng với người thanh niên trẻ, người có được quyền lực nhờ sự giúp đỡ của Ai Cập và lính đánh thuê Crete. Người dân Antiochia đã chấp nhận dâng ngai vàng cho Ptolemaios VI người đã chinh phục phần lớn miền miền Nam Syria cho sự quan tâm riêng của mình. Tuy nhiên, ông kiên quyết khẳng định Demetrios sẽ trở thành vua, và biết rằng Rome sẽ không bao giờ dung túng một quốc gia Hy Lạp hóa thống nhất. Vài năm sau, Ptolemaios VI qua đời khi Alexandros Balas khi thực hiện một nỗ lực cuối cùng trong tuyệt vọng để đoạt lại ngai vàng của mình. Quân đội Ai Cập rút trở về quê hương, sự lãnh đạo yếu kém và ảo tưởng và với việc Balas chết, Demetrios đã trở thành chủ duy nhất của vương quốc Seleukos.
Nhưng rắc rối mới lại nảy sinh sớm. Sự cướp bóc của lính Crete là nguyên nhân khiến những người dân của Antioch nổi dậy trong một cuộc nổi loạn, và chỉ sau một cuộc tàn sát khủng khiếp mới lập lại được trật tự. Ngay sau đó, thống chế Diodotos chinh phục Antioch và lập người được ông ta bảo trợ Antiochus VI Dionysus,người con trai sơ sinh của Alexandros Balas lên làm vua. Demetrios tỏ ra không thành công trong việc chiếm lại thủ đô, thay vào đó ông thiết lập chính quyền tại Seleucia.Diodotos đã lật đổ Antiochos VI vài năm sau đó, và tự lập mình lên làm vua.Nhưng sự phân chia vương quốc giữa người thừa kế chính đáng của đế chế Seleucid và những kẻ nổi loạnm vẫn cứ diễn ra dai dẳng.

## Thất bại và giam cầm
Vào năm 139 TCN, những hoạt động của người Parthia buộc Demetrios phải hành động. Ông tiến hành cuộc hành quân chống lại Mithridates I,vua của Parthia và bước đầu thành công nhưng sau đó bị đánh bại trong dãy núi Iranian và bị biến thành tù nhân. Tỉnh Babylon của đế chế Seleukos thuộc về người Parthia nhưng Syria thuộc về một triều đại nhỏ được phục hồi bởi Antiochus VII Sidetes,người em của Demetrios,người cũng lấy Cleopatra Thea.
Vua Mithradates đã giữ Demetrios II còn sống, và thậm chí đã lập gia đình cho ông ta với một công chúa Parthia,Rhodogune,người có với ông vài người con. Tuy nhiên Demetrios cảm thấy không thoải mái và đã cố gắng trốn thoát 2 lần khỏi cảnh lưu đày của mình, một lần qua biển Caspia, một lần với sự giúp đỡ của bạn mình Kallimander, người đã vượt một quãng đường dài để cứu vị vua: Ông đã ẩn danh khi vượt qua Babylon và Parthia. Khi hai người bạn bị bắt, vua Parthia đã không trừng phạt Kallimander nhưng đã thưởng cho ông ta vì lòng trung thành với Demetrios.
Năm 130 TCN,Antiochus VII Sidetes, sau khi đã cảm thấy an toàn, ông ta liền tiến quân chống lại Parthia, và có được những thành công lớn ban đầu. Bây giờ Phraates II đã làm những gì ông nghĩ là một động thái khôn ngoan: ông thả ngay Demetrios, hy vọng rằng hai anh em sẽ bắt đầu một cuộc nội chiến. Tuy nhiên, Sidetes bị đánh bại ngay sau khi em trai mình được thả ra và không bao giờ gặp ông ta. Phraates II liền phái người đuổi theo Demetrios, nhưng ông đã cố gắng trở về Syria một cách an toàn và giành lại ngai vàng và nữ hoàng của mình.

## Thất bại của thời kỳ cai trị thứ hai
Tuy nhiên, vương quốc Seleukos được bây giờ chỉ còn là một cái bóng so với vinh quang trước đây của nó, và Demetrios đã có một thời gian khó khăn ngay cả cầm quyền ở Syria. Những hành động tàn ác và tật xấu của ông - cùng với thất bại nhục nhã của ông - đã khiến cho ông trở nên bị căm ghét. Nữ hoàng Ai Cập Cleopatra II đã thành lập một đội quân cho Demetrius, hy vọng ông ta tham gia cuộc nội chiến chống lại anh trai của bà vua Ptolemaios VIII, nhưng điều này chỉ thêm vào nỗi đau của ông. Quân sớm bỏ tan rã, và vua Ptolemaios VIII đã phản ứng bằng cách thiết lập một kẻ cướp ngôi, một người tên là Alexandros II Zabinas chống lại Demetrios.
Năm 126 TCN, Demetrios bị đánh bại trong một trận chiến tại Damascus. Ông chạy đến Ptolemais, nhưng vợ của ông Cleopatra Thea đóng cửa chống lại ông. Ông đã bị giết chết trên một con tàu gần Týros, sau khi vợ của ông đã bỏ rơi ông ta. Demetrios II chắc chắn không có khả năng xử lý các mối đe dọa đang tăng dần đối với đế chế Seleukos, nhưng danh tiếng của ông về sự tàn ác có lẽ không mất đi. Ông là chỉ khoảng mười bốn tuổi tại lễ đăng quang của mình, và quyền lực thực sự nằm trong tay của người khác.
Ông được kế vị bởi nữ hoàng Cleopatra Thea của mình và sau đó là hai con trai của họ, Seleukos V Philometor và Antiochus VIII Grypus.